# Chamaesyce verdâtre
Chamaesyce viridula
Espèce
Classification phylogénétique
La Chamaesyce verdâtre (Chamaesyce viridula) est une espèce de plante de la famille des euphorbiacées. Elle est endémique de l'île de La Réunion, département d'outre-mer français dans le sud-ouest de l'océan Indien.